# Lothar Hause
Lothar Hause (né à Lübbenau, le 22 octobre 1955) est un footballeur est-allemand qui évoluait au poste de défenseur. 
Il remporte la médaille d'argent aux Jeux olympiques de 1980.